# 港珠澳大橋香港口岸
港珠澳大橋管制站（英語：Hong Kong-Zhuhai-Macao Bridge Control Point）又稱港珠澳大橋香港管制站，位於香港離島區赤鱲角香港國際機場東部的人工島，為港珠澳大橋香港段的出入境管制站。

## 概要
香港管制站上是一座地標式旅檢大樓，由英國建築師理察·羅傑斯及凱達環球設計，承建商為禮頓建築及俊和集團聯營公司。大樓面積達9萬3千平方米，每日可以為多達17萬名旅客人次處理出入境手續。香港管制站的設計以「以人為本、融入自然」的概念興建，最大特色為延綿起伏的波浪式屋頂設計，遠觀有如陸上揚波，及室內園林及空中橋樑等。旅檢大樓設備大量開啟式天窗，可以將自然光線引進離境大堂，亦可以於火災時將煙霧以自然誘導方式排出大樓外，使到旅客可以及時疏散。在旅客等候大堂上，所有出入境櫃枱均排成一線，目標為縮短辦理手續的時間，及避免阻礙職員的視線，以提升大堂的保安水平。
港珠澳大橋香港口岸其中1個是24小時運作的對外陸路口岸。（另外1個是落馬洲口岸）

## 口岸设施
香港口岸造價逾304億港元，工程包括填海建成口岸人工島及興建島上的貨物及旅客檢查設施，包括旅檢大樓、X光檢查大樓、入境事務處及香港海關辦公室等。大樓亦設小量商店，如翠華餐廳、華御結、便利店、紀念品店及銀行櫃員機。
口岸亦設香港國際機場預辦登機服務中心，供旅客辦理登機手續和行李託運服務，但現時只有四間航空公司參與。而旅客亦需預留2.5小時託運行李。

- 票務大堂
- 預辦登機櫃位
- 穿梭巴士自助售票（必須一小時內使用)
- 食肆（設簡單翠華餐廳）

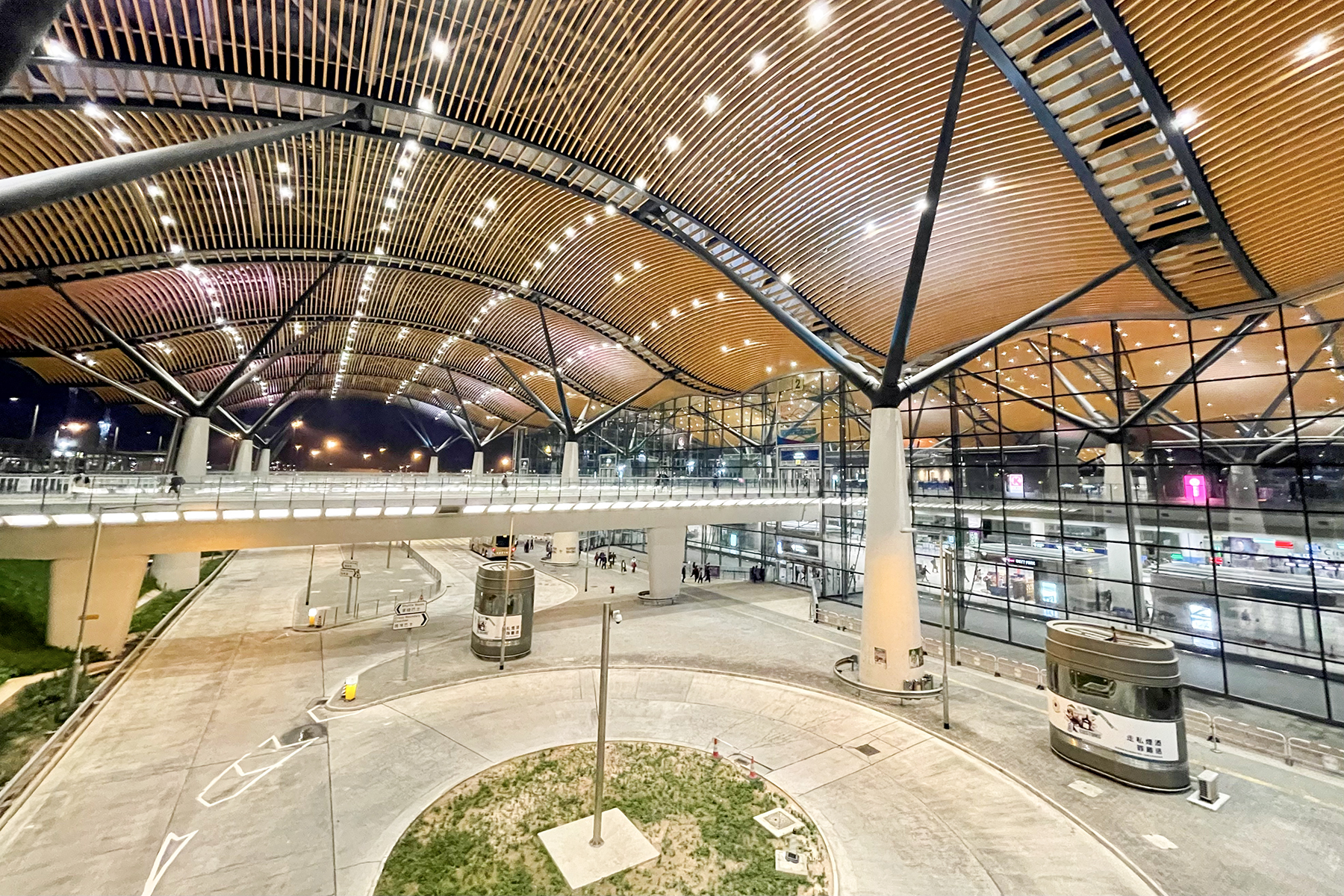
穿梭巴士落客区

港珠澳大橋香港口岸也設有消防局。旅檢大樓1樓也設有警察報案中心。

## 連接道路
香港口岸連接港珠澳大橋，東北邊亦有屯門－赤鱲角隧道通往屯門。西南邊赤鱲角路連接赤鱲角（香港國際機場）及東涌新市鎮，東南邊順朗路則連接北大嶼山公路，經北大嶼山公路可通往市區。

## 接驳交通

### 本地交通

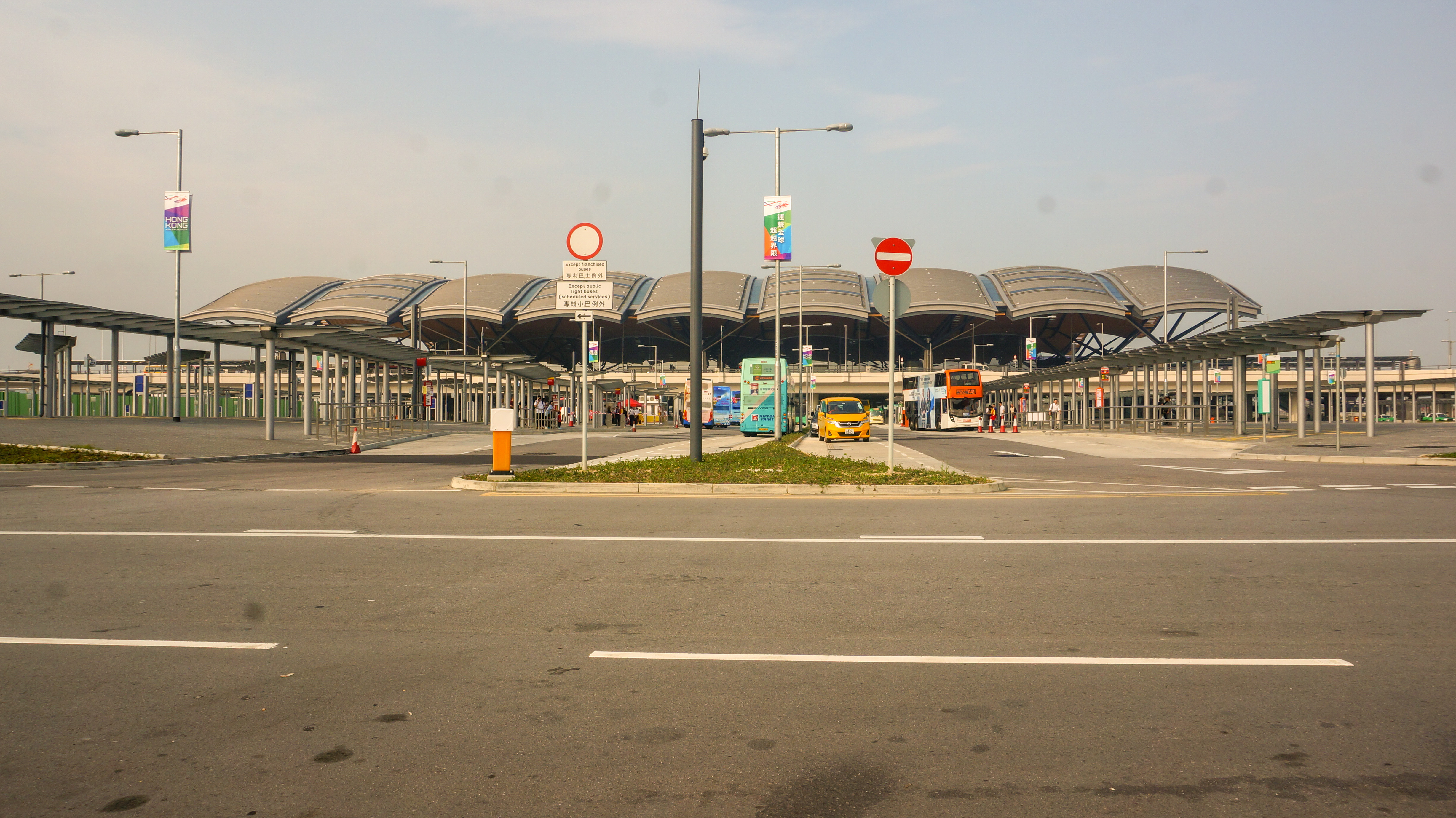
公共運輸交匯處

#### 巴士及小巴
2018年10月24日起，部分來往香港國際機場的機場A線巴士繞經或延伸到香港口岸，運輸署亦建議其他的機場A線巴士取道香港口岸人工島離開赤鱲角。當天亦開設三條B線巴士及一條專線小巴路線來往香港口岸。此外，旅客可使用本地非專營巴士及所有香港的士前往香港口岸公共運輸交匯處。

#### 的士
市區、新界及大嶼山的士可以駛入港珠澳大橋香港口岸旅檢大樓接載乘客。

### 跨境交通

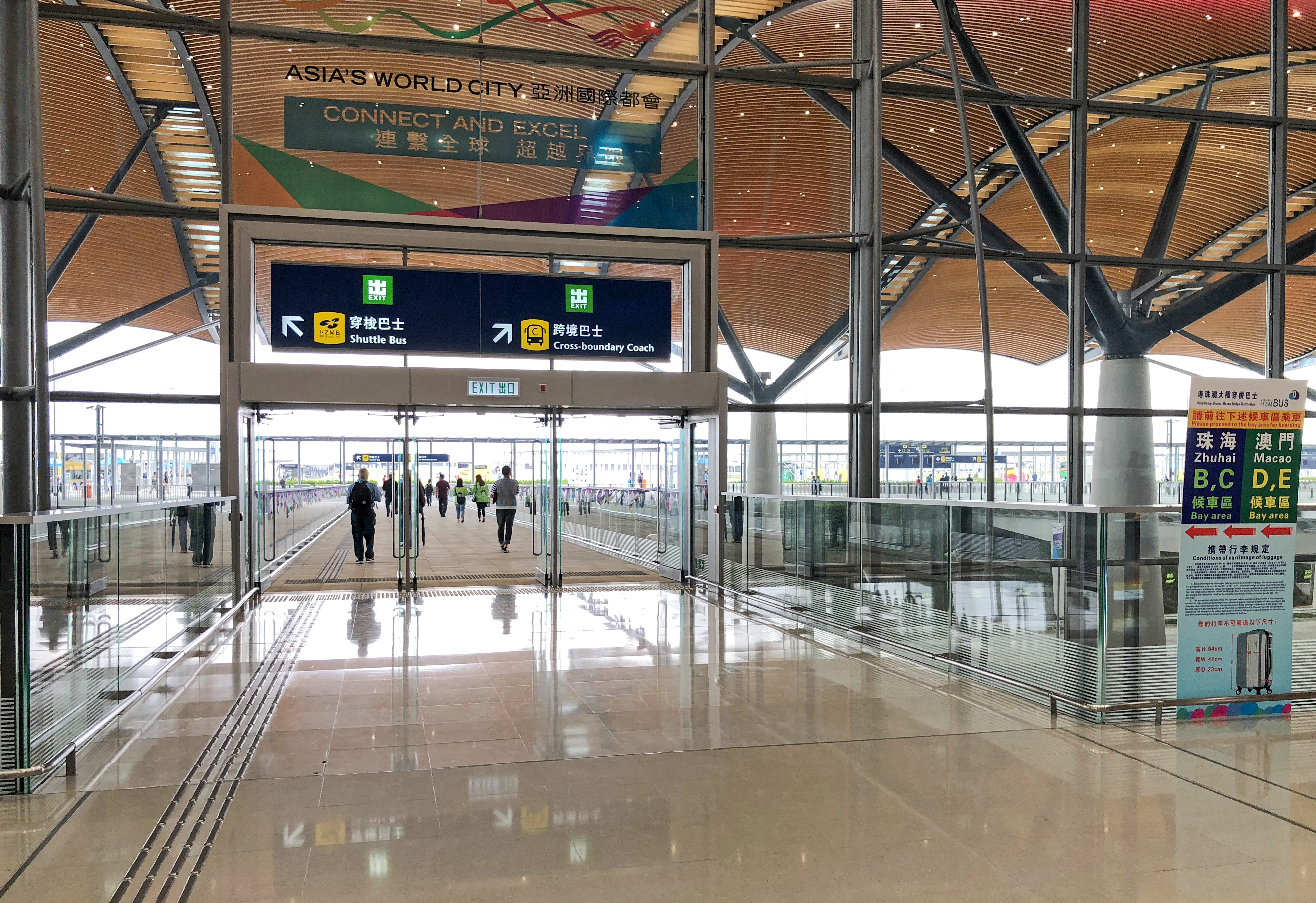
穿梭巴士闸口

旅客可於香港口岸出境後乘搭24小時運作的港珠澳大橋穿梭巴士前往澳門邊檢大樓或珠海公路口岸。

## 爭議
香港媒體揭發旅檢大樓自2018年2月起受大雨及水管滲漏影響，出現多次嚴重漏水，录像片段更顯示地庫機房內的電掣櫃冒出黑煙。路政署證實地庫出現漏水，但否認機電設施受影響。
2019年2月，旅檢大樓外發現有兩處地陷。

## 外部連結
- 俊和集團｜港珠澳大橋香港口岸 - 旅檢大樓 （页面存档备份，存于）
- 港珠澳大橋 跨境巴士服務 （页面存档备份，存于）
- 港珠澳大橋 口岸接駁 服務資訊 （页面存档备份，存于）